# スクロール
スクロール（英: scrolling）は、コンピュータグラフィックスやテレビで、テキスト・絵・画像など画面に収まりきらないコンテンツを水平または垂直にスライドさせて表示する手法。
データが大量で表示域に同時に収まらない場合によく使われ、ウィンドウを使った表示でよく使われる。scroll という単語（動詞）は紙の巻物を読む動作を指し、そこからコンピュータの表示方法などにも使われるようになった。スムーズスクロール (smooth scrolling) とは、テキストをスクロールする際に1行の内容を一度にスライドさせるのではなく、ピクセル単位でスムーズにスライドさせることをいう。

## コンピュータ
コンピュータの場合、スクロールを行うのはCPU上で動作するソフトウェアか、場合によっては専用2Dグラフィックスチップ上の操作で行われる。
マルチウィンドウ型GUIでは、スクロールを行うにはスクロールバーを操作するか、対応するキーボードショートカット（一般に矢印キー）を使う。テキストユーザインタフェースやコマンド行インタフェースでもスクロールは重要な機能だが、古い端末の中にはスクロールではなくページ切り替えしかできないものもある。最近のマウスにはスクロール用のホイールを備えているものが多い。
マウスを使ったより高度なスクロール機能もあるが、ソフトウェアによって実装は様々である。マウスのホイールはボタンとしても機能する。アプリケーションにも依存するが、ホイールを押してマウスポインタを移動させることにより、垂直および水平方向のスクロールが可能となる。またホイールを左右に傾けることで、水平方向のスクロールが可能なものもある。Adobe Readerなどのソフトウェアでは、ハンドツールと呼ばれる機能でスクロールさせることもできる。この場合、文書をドラッグして紙のように動かすことができる。
コンテンツの幅がディスプレイより広い場合、水平方向のスクロールをしないと全体を見ることができない。コンテンツが2次元構造であるグラフィックやスプレッドシートなどでは、水平方向のスクロールが必須である。
スクロールバーを下方へドラッグするなどの操作により、画面下に隠れているコンテンツを表示させることは「スクロールアップ」と呼ばれる。これは”巻物を上方へ向かって巻き上げる”ことに由来する。逆の操作は「スクロールダウン」と呼ばれる。多くのアプリケーションでPageDownキーがスクロールアップに対応付けられており、また、スクロールバーを下方（down）へドラッグすることがスクロールアップの操作にあたるため、スクロールアップとスクロールダウンの語句はしばしば誤用される。

## 1次元コンテンツ
普通のテキストは基本的に1次元であり、2次元構造を持たない。従って上から順に読んでいくとき（横書きの場合）、水平方向のスクロールが必要な状況では行ごとに左右にスクロールさせる必要があり、垂直方向のスクロールに比べて非常に不便である。
ウェブブラウザは通常、ウィンドウの幅が許す限り多くの単語を一行に表示する。特別なHTMLコードでブラウザにウィンドウを複数のカラムに分割することができ、その場合はそれぞれのカラムの幅が許す限り多くの単語を一行に表示しようとする。

## 映画
映画ではクレジットタイトルでスクロールが使われる。『スター・ウォーズ』では、オープニングでの背景説明の文章が画面の下から上にスクロールしていくと共に、徐々に画面の奥に小さくなっていく。

## テレビ
テレビ番組でもクレジットタイトルでスクロールがよく使われる。また、ニュース専門放送局なのでL字型画面表示するときに、ニュースを水平方向にスクロールさせながら表示することがある。

## ゲーム
コンピュータゲームでは、シューティングゲームなどでスクロールを行い、長い連続的領域でプレイヤーがオブジェクトを制御することを可能にしている。ラスタースクロールという技法もある。
スクロールが使われる以前は、プレイヤーの操作するオブジェクトが出口に到達すると画面が切り替わる flip-screenと呼ばれる技法が使われていた。類似のもので画面切り替えスクロールがあるが、こちらは切り替え時に画面がスクロールする。

## 電光掲示板
電光掲示板、車内案内表示装置などでも用いられる。